# Moneyback
Moneyback – wypłacany klientowi przez bank zwrot części wydatków za transakcje bezgotówkowe wykonane kartą płatniczą.
Usługa będąca promocyjną ofertą banków ma na celu popularyzację korzystania z kart oraz innych instrumentów płatniczych. Pierwotnie wypłacany za dowolne transakcje, z czasem – wskutek obniżek opłat interchange – banki zaczęły ograniczać lub wycofywać moneyback. Kilka banków niezmiennie oferuje konta z kartami płatniczymi dającymi zwrot zazwyczaj w wybranych punktach handlowo-usługowych. Zwrot naliczany jest według kodów MCC określających branżę sklepu lub usługodawcy.
Moneyback bywa określany też jako cash back, co jest jednak błędem, gdyż w taki sposób określa się usługę polegającą na pobieraniu gotówki podczas zakupów w sklepie.